# Zeche Vereinigte Wildenberg & Vogelbruch
Die Zeche Vereinigte Wildenberg & Vogelbruch ist ein ehemaliges Steinkohlenbergwerk in Hattingen im Ortsteil Oberstüter. Das Bergwerk war auch unter den Namen Zeche Vereinigte Vogelbruch & Wildenberg und  Zeche Vereinigte Vogelbruch bekannt. Es ist aus der Konsolidation von zwei zuvor eigenständigen Bergwerken, der Zeche Wildenberg und der Zeche Vogelbruch, entstanden. Das Bergwerk war eines von 19 Bergwerken im Stadtbezirk Sprockhövel, es befand sich in der Nähe des Paasbaches.

## Geschichte

### Die Anfänge
In der Zeit vom 18. Februar des Jahres 1814 bis zum 17. März des Jahres 1816 konsolidierte die Zeche Wildenberg mit Teilen der Zeche Vogelbruch zur Zeche Vereinigte Wildenberg & Vogelbruch. Auf beiden Bergwerken wurde seit dem 18. Jahrhundert im tagesnahen Bereich Kohle abgebaut. Im Dezember des Jahres 1816 wurde das Bergwerk wieder in Betrieb genommen. Zur Gewerkschaft gehörten die Gewerken Peter Wirminghaus und Peter Paas. Es wurde begonnen, einen Stollen aufzufahren. Die Rösche des Stollens wurde bis zum Paasbach verlegt, um so das im Stollen anfallende Wasser über den Paasbach abzuleiten. Abgebaut wurde in den Flözen Wasserbank und Hauptflöz. Im Jahr 1820 waren der Schacht Heinrich und der Schacht Wilhelm in Betrieb. Im Jahr 1825 waren der Schacht August und der Schacht Heinrich in Betrieb. Im Jahr 1830 war nur Schacht August in Förderung. Im Jahr 1832 war das Feld Wildenberg abgebaut.

### Betrieb des Bergwerks bis zur Stilllegung
Im Jahr 1833 beschwerten sich die Gewerken bei der Bergbehörde, dass sie aufgrund der niedrigen Erlöse stets Zubußen zahlen mussten. Grund für die niedrigen Erlöse war, dass das Bergamt auch die Verkaufspreise für die geförderten Kohlen des Bergwerks festlegte. Das Bergwerk wurde nun in Fristen gelegt. Im Jahr 1835 wurde im Bereich des Stollenschachtes Ernst abgebaut. Im Jahr 1840 war der Schacht Ida in Betrieb. Im Jahr 1842 waren die Schächte Gustav und Laura in Förderung. Im Jahr 1844 wurden zwei Längenfelder vermessen. In den Jahren 1845 bis 1847 war der Schacht Gustav in Förderung. Etwa um das Jahr 1867 wurde die Zeche Vereinigte Wildenberg & Vogelbruch stillgelegt. Zu diesem Zeitpunkt war der Stollen rund 1200 Meter aufgefahren. Im Oktober des Jahres 1880 erfolgte die Konsolidation zur Zeche Sprockhövel. Im Jahr 1912 fiel die Berechtsame an die Zeche Alte Haase.

## Förderung und Belegschaft
Die ersten Förderzahlen stammen aus dem Jahr 1830, es wurde eine Förderung von 2078 Tonnen Steinkohle erbracht. Im Jahr 1835 sank die Förderung auf nur 84 Tonnen Steinkohle. Im Jahr 1840 lag die Förderung bei 1527 Tonnen Steinkohle. Im Jahr 1842 wurde eine Förderung von 7854 preußische Tonnen Steinkohle erbracht. Die letzten bekannten Zahlen des Bergwerks stammen aus dem Jahr 1845, mit 15 Bergleuten wurden 1450 Tonnen Steinkohle gefördert.